# Dying Light: The Beast
Dying Light: The Beast ist ein bei Techland in Entwicklung befindliches Open-World-Survival-Horror-Videospiel, das im September 2025 veröffentlicht werden soll. Das Spiel war ursprünglich als DLC für den Vorgänger Dying Light 2: Stay Human geplant, wurde dann jedoch als eigenständiger Nachfolger programmiert und erzählt die Geschichte des Protagonisten aus Dying Light, dem ersten Teil der Reihe, einige Jahre nach den dortigen Geschehnissen.

## Handlung
An Kyle Crane, dem Protagonisten aus Dying Light, wurden in Gefangenschaft jahrelang Experimente vollzogen. Als ihm die Flucht gelingt, muss er sich im von Zombies überrannten Tal von Castor Woods selbst unter Kontrolle bringen, denn sein Körper und seine Seele schwanken zwischen Mensch und Monster.

## Spielprinzip
Der Spieler steuert den Protagonisten aus der Ego-Perspektive durch die frei begehbare Gegend Castor Woods, einem ehemaligen und nun von Zombies überrannten Touristenziel. Hierzu können Parkour-Fähigkeiten genutzt werden, außerdem ist die Fortbewegung in einem Geländefahrzeug möglich.
Die allgegenwärtigen Zombies sind feindselig und müssen mit Nah- oder Fernkampfwaffen bekämpft oder umgangen werden. Im Sonnenlicht sind sie träge, werden jedoch in der Nacht zu schnellen und aggressiven Gegnern. Durch die Experimente in seinen Körper eingebrachte Zombie-DNA stärkt Crane, sodass er schneller und stärker ist, als normale Menschen. Im Beast Mode kann er zudem mächtige waffenlose Angriffe ausführen oder Objekte aus der Umgebung auf seine Gegner schleudern. Mit fortschreitendem Spielverlauf lassen sich Cranes Fähigkeiten verbessern bzw. weitere freischalten.
Wie in den Vorgängern ist auch wieder ein kooperativer Mehrspielermodus für bis zu 4 Spieler vorgesehen.

## Entwicklung
Ursprünglich war Dying Light: The Beast als zweiter DLC für Dying Light 2: Stay Human geplant, Techland entschied sich jedoch zur Produktion eines eigenständigen Titels, nachdem 2023 die Story geleakt war. Techland beschrieb das Spiel als „kompakte Erfahrung“, kürzer als die beiden Vorgänger und zudem mit linearer Handlung. Die im Vorgänger eingeführte Erzählstruktur, bei der der Spieler Verlauf und Ende des Spiels durch seine Entscheidungen in Dialogen mit beeinflusste, wird somit nicht fortgesetzt. Chefentwickler Tymon Smektala nennt als Grund, dass man ein kanonisches Ende möchte, auf dem folgende Spiele aufbauen können.

„Uns war es sehr wichtig, dass Kyle Crane am Ende des Spiels genau dort ist, wo wir ihn haben möchten. Aus diesem Grund haben wir uns entschieden, von den narrativen Entscheidungen aus Dying Light 2 abzuweichen.“

Smektala erklärte, die Rückkehr Kyle Cranes sei vom Team mit Begeisterung aufgenommen worden. Artdirector Katarzyna Tamcka beschrieb dies als „absolutes Traumprojekt“. Der ältere, gezeichnetere und von Rachedurst getriebene Crane wird in The Beast erneut von Robert Craig Smith gesprochen.
Verglichen mit Dying Light 2 soll wieder ein stärkeres Augenmerk auf Survival-Aspekten liegen. So ist etwa vorgesehen, dass Waffen oder Fahrzeuge wieder deutlich zerbrechlicher sind, sodass sich der Spieler ständig neu an die Spielsituation anpassen müsse. Auch das ländliche Castor Woods, entstanden nach einer östlich von Seattle gelegenen Landschaft, die auch Vorbild für die Serie Twin Peaks war, bietet weniger, aber dafür intensivere Parkourlauf-Möglichkeiten als der Vorgänger. Man wolle damit Beklemmung und Angst aus dem ersten Dying Light zurückholen.
Techland kündigte The Beast offiziell auf der Gamescom 2024 an. Das Spiel sollte ursprünglich im August 2025 für Windows, PlayStation 5 und Xbox Series erscheinen, das Release-Datum wurde jedoch einen Monat vorher auf September verschoben. Besitzer der Ultimate-Edition von Dying Light 2 (deren Verkauf jedoch im September 2024 eingestellt wurde), sollen The Beast als „Dank für Treue und die lange Wartezeit“ kostenlos erhalten.